# Agence de voyages
 (novembre 2024).

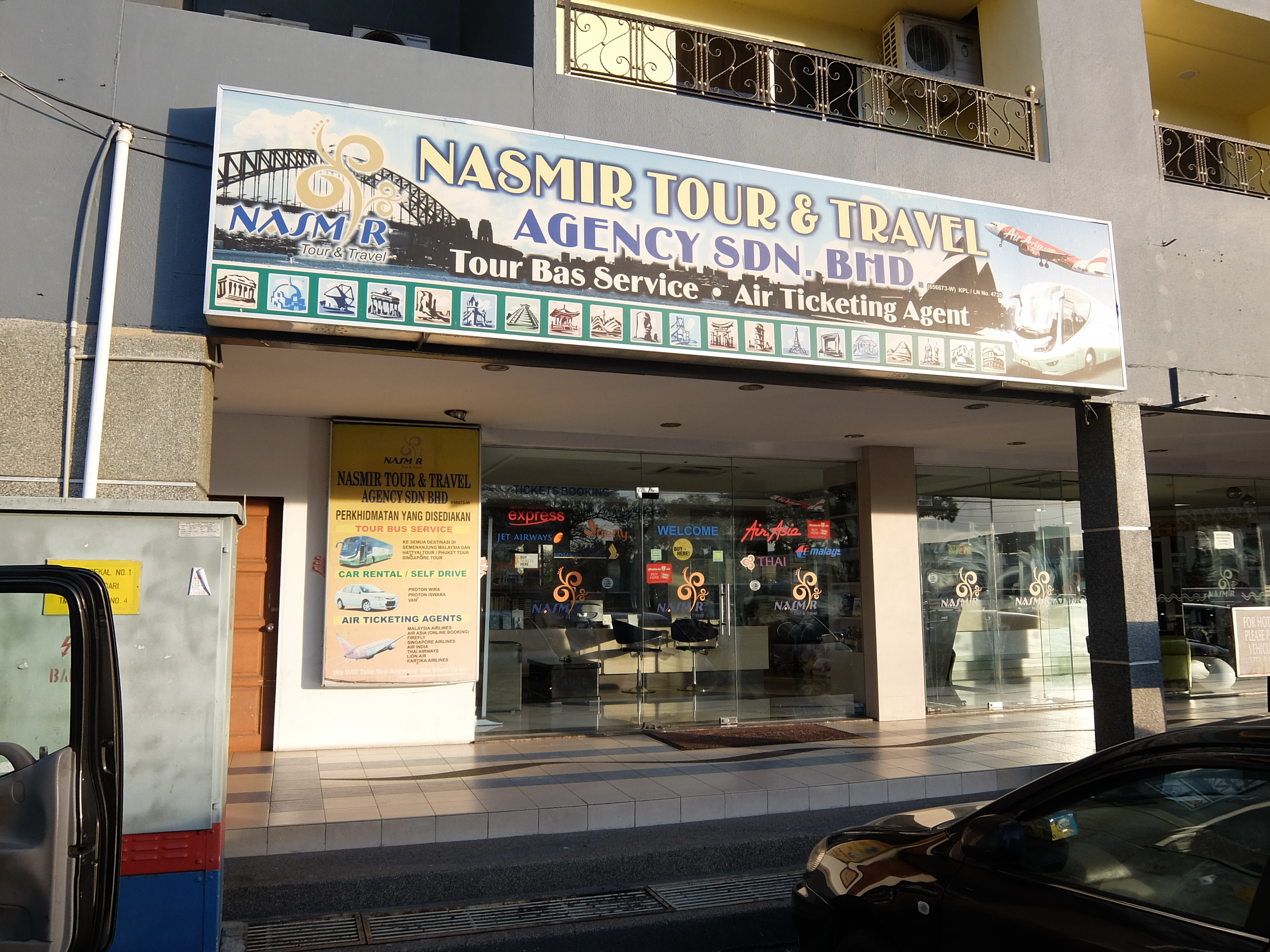
Agence de voyages à Penang (Malaisie) en 2017.

Une agence de voyages est une entreprise commerciale qui compose et vend des offres de voyages à ses clients. Elle joue le rôle d'intermédiaire et/ou d'agrégateur de services entre les clients et les différents prestataires sur le marché du tourisme : compagnies aériennes, hôteliers, loueurs de voiture, compagnies d'assurances…

## En France
L'agence de voyages remplit le rôle de conseil en s'assurant ou en avertissant des formalités nécessaires à l'entrée dans un pays. Elle ferme également les destinations à la vente selon les recommandations du ministère de l'Europe et des Affaires étrangères (pour la France) et gère avec ses fournisseurs les problèmes pouvant être rencontrés.
Elle peut être agence distributrice, agence réceptive ou voyagiste.
On estime à plus de 17 333 le nombre d'agences de voyages en France fin 2018. La majorité d'entre elles font partie de réseaux, qu'il s'agisse de réseaux intégrés (comme American Express), franchisés (comme Thomas Cook), ou volontaires (comme Selectour ou TourCom). Dans ce dernier cas, les agences de voyages restent des entreprises indépendantes mais adhèrent à un groupement pour bénéficier de services et d'une puissance de négociation. Selon une étude de l'Insee de 2007, les agences de voyages sont principalement regroupées dans des réseaux volontaires. Ces derniers représentent 60 % du chiffre d'affaires réalisé par les réseaux du secteur touristique (25 % du CA réalisé par les réseaux intégrés, 15 % par les réseaux franchisés).
Face à la crise débutée en 2008 et à la concurrence de la vente directe sur Internet, la tendance parmi les réseaux est à la concentration et aux alliances. Phénomène notamment illustré par la fusion d'Afat et Selectour en 2010, aujourd'hui appelé AS Voyages ou encore l'alliance entre TourCom et Manor en 2011.
Il existe aujourd'hui trois types de réseaux d'agences de voyages qui ont chacun leurs spécificités.

### Les réseaux intégrés
Les réseaux intégrés regroupent des agences appartenant au même groupe financier. Ces derniers créent des agences, plus communément appelés points de vente ou succursales, et en assurent la gestion directe. Les points de vente fonctionnent donc sous une enseigne unique. Les réseaux intégrés sont caractérisés par la centralisation financière et une politique commerciale commune. Les agents de voyages qui y travaillent sont des salariés.
Parmi les réseaux intégrés d'agences de voyages on peut citer Thomas Cook, TUI (Allemagne), American Express Travel et Carlson Wagonlit Travel.

### Les réseaux franchisés
Les franchises regroupent des agences attirés par une enseigne et liées à leur tête de réseau par un contrat juridique, qui fixe le degré d'autonomie de leur politique commerciale et de gestion. De manière générale, les agences franchisées ne sont plus indépendantes sur les produits et services qui sont ceux de la marque, mais le restent sur les plans financier et juridique. Les agences bénéficient de la notoriété de la marque, mais doivent suivre les directives de la politique commerciale commune et céder en moyenne une commission de 0,5 % à 2 % sur leur volume d'affaires à la tête de réseau.
Les réseaux franchisés sont la plupart du temps dirigés par des réseaux intégrés. Ainsi Thomas Cook et Carlson Wagonlit sont des réseaux intégrés qui proposent une franchise aux agences de voyages indépendantes. On peut également souligner le développement en franchise de grands réseaux tels que Carrefour Voyages, Club Med, Look Voyages ou Marmara.

### Les réseaux volontaires
Les réseaux volontaires regroupent des agences indépendantes qui conservent leur entière autonomie de gestion et de politique commerciale. L'adhésion à un réseau volontaire permet de bénéficier des services mis à disposition, comme, une centrale de paiement, qui permet de garantir les agences auprès des fournisseurs et de couvrir les clients en cas de dépôt de bilan de l'agence adhérente ou d'un voyagiste.
Ce regroupement permet de mieux défendre les intérêts des agences adhérentes et de peser davantage dans les négociations auprès des fournisseurs grâce au volume d'affaires cumulé. En revanche, la politique commerciale des réseaux volontaires peut souffrir d'une moindre cohésion.
Les principaux réseaux volontaires français sont AS Voyages, issu de la fusion de Selectour et Afat Voyages en 2009, TourCom et Manor.

## Moyens
Les agents de voyages peuvent utiliser les brochures des voyagistes et les systèmes de réservation informatique ou GDS (Global Distribution Systems) pour composer une offre adaptée à leurs clients.
De plus en plus, les agences de voyages se passent de ces intermédiaires pour composer elles-mêmes leurs produits en assemblant les différentes prestations utilisées pour cette composition.
Les agences de voyages sont traditionnellement rémunérées par une commission sur les prestations vendues. De plus en plus, la rémunération des agences ne vient plus des fournisseurs mais de leurs clients (voyageurs) qui doivent payer des honoraires de conseil et de réservation. Apparues avec l'aviation commerciale et la croissance du tourisme de masse, les agences de voyages souffrent aujourd'hui de la concurrence d'autres canaux de distribution comme Internet qui permet aux voyageurs d'organiser directement leurs voyages, et voit émerger des concurrents entièrement en ligne comme les précurseurs Degriftour et Travelprice.com rachetés par lastminute.com en France. Depuis 2005 de nouveaux modèles d'agences de voyages apparaissent comme Ecotour.com qui a développé son propre système de réservation pour réduire les interventions humaines et traiter de très gros volumes à faible marge, ou comme VeryChic et Voyage Privé qui se sont inspirés du modèle de Vente Privée appliqué à la revente de voyages, hôtels et locations.
L'activité de réseau intégré d'agences de voyages comme Thomas Cook, ou Nouvelles Frontières (Havas Voyages) relève autant de la distribution que du voyagisme.
Depuis la loi de 2009 sur la réglementation de la qualité agence de voyages, tout opérateur de voyage doit être inscrit sur un registre tenu par Atout France. C'est une commission d'immatriculation composée de professionnels du tourisme qui délivre l'autorisation, dans un délai d'un mois. Ce numéro d'immatriculation contient le numéro de département, la date d'immatriculation et le numéro d'ordre.
Un décret en cours de discussion en 2009 (loi Novelli) devrait simplifier ces régimes en soumettant l'ensemble des distributeurs de prestations touristiques à une immatriculation délivrée par Atout France.

## En Belgique
En Belgique, on[style à revoir] distingue les organisateurs de voyage et les intermédiaires de voyage. Les organisateurs de voyage sont en fait les voyagistes, c'est-à-dire les organismes coordonnant le voyage (vol et séjour compris). Les voyagistes travaillent généralement avec des collaborateurs, mais aussi avec des agences réceptives qui agissent en tant qu'intermédiaires pour vendre les voyages du voyagiste. Ainsi, les agences de voyages peuvent agir comme intermédiaires pour le compte d'organisateurs de voyage. Elles peuvent tout aussi bien opérer pour d'autres prestataires de services touristiques comme des hôtels ou des compagnies aériennes.
Les Belges sont véritablement enclins à voyager et consacrent une belle partie de leur budget aux voyages. Selon le Moniteur belge, le tiers des voyages au départ de la Belgique est organisé par des agences spécialisées. En 2012, on[Qui ?] comptait environ 1 800 agences de voyages. Une légère diminution depuis le début des années 2000, où l'on[style à revoir] dénombrait plus de 2 100 agences dans tout le pays. Cette diminution s'explique par la progression des sites de réservation en ligne qui, malgré l'aspect rassurant d'un conseiller de voyage dans une agence de voyages physique, remportent les faveurs des voyageurs belges. On[style à revoir] assiste cependant à l'essor d'agences de voyages en ligne) ou encore Sunweb (voyages all-inclusive).

### Conditions d'exploitation
En Wallonie, ainsi qu'à Bruxelles, depuis le 1er janvier 2018, il n'est plus nécessaire de remplir toutes les conditions d'exploitation autrefois exigées. En effet, avant le 1er janvier 2018, les agences de voyages belges devaient disposer d'une autorisation matérialisée sous forme de licence, délivrée par le Commissariat général au tourisme de la Région Wallonie ou par le Gouvernement de la Région de Bruxelles-Capitale pour pouvoir exercer.
En Flandre, ces conditions d'exploitation ne sont plus à remplir depuis le 1er janvier 2014.
Les agences de voyages en Belgique doivent cependant détenir une assurance professionnelle afin de pouvoir couvrir la responsabilité civile professionnelle de l'agence, ainsi qu'une garantie financière pour veiller au respect des obligations contractuelles en cas d'insolvabilité.

## Au Canada
Au Québec, le nombre d’emplois dans le secteur de la préparation de services de voyages a doublé depuis les années 1990 avec tous les emplois cachés derrière la réservation par Internet.
Au Canada, Vision Voyages est la plus importante agence indépendante au pays.

## Au Maroc
Au Maroc, le ministère du Tourisme fournit des données détaillées sur les agences de voyages. Le dossier présenté par le ministère comprend le nom de l'agence, les numéros de téléphone et de fax, ainsi que l'adresse complète de chaque agence.